# Raphiocarpus sesquifolius
Raphiocarpus sesquifolius là một loài thực vật có hoa trong họ Tai voi. Loài này được (C.B. Clarke) B.L. Burtt miêu tả khoa học đầu tiên năm 1997.